# Submarine Raider
Submarine Raider est un film américain en noir et blanc de Lew Landers, et Budd Boetticher (non crédité au générique), sorti en 1942.

## Synopsis
Quelques heures avant l'Attaque de Pearl Harbor, l'équipage d'un sous-marin de la Marine américaine va tenter d'alerter la base du danger imminent.  

## Fiche technique
- Titre original : Submarine Raider
- Réalisation : Lew Landers, Budd Boetticher (non crédité)
- Scénario : Aubrey Wisberg
- Musique : John Leipold (non crédité)
- Direction artistique : Lionel Banks
- Photographie : Franz Planer
- Son : John Goodrich
- Montage : William Lyon
- Producteur : Wallace MacDonald, Irving Briskin (producteur exécutif)
- Société de production et de distribution : Columbia Pictures Corporation
- Pays de production :  États-Unis
- Langue d'origine : anglais américain
- Format : noir et blanc — pellicule : 35 mm — image : 1,37:1 — son : mono (Western Electric Mirrophonic Recording)
- Genre : Film de guerre
- Durée : 65 minutes
- Dates de sortie :
  - États-Unis : 4 juin 1942
  - France : 13 avril 1945

## Distribution
- John Howard : Chris Warren
- Marguerite Chapman : Sue Curry
- Bruce Bennett : Premier officier Russell
- Warren Ashe : Bill Warren
- Eileen O'Hearn : Vera Lane
- Nino Pipitone : le capitaine Yamanada
- Philip Ahn : le premier officier Kawakami
- Larry Parks : Sparksie
- Rudy Robles : Seffi
- Roger Clark : Grant Duncan
- Forrest Tucker : Pulaski
- Eddie Laughton : Shannon
- Stanley Brown : Levy
- Jack Shay : Oleson
- Gary Breckner : Brick Brandon